# Gonionemus hamatus
Gonionemus hamatus is een hydroïdpoliep uit de familie Olindiasidae. De poliep komt uit het geslacht Gonionemus. Gonionemus hamatus werd in 1965 voor het eerst wetenschappelijk beschreven door Kramp. 